# Incidentul armat de la Herța din 29 iunie 1940
Incidentul armat de la Herța din 29 iunie 1940 a reprezentat un incident militar desfășurat în orașul Herța de pe teritoriul Județului interbelic Dorohoi, între două tancuri sovietice care depășiseră linia de demarcație impusă Regatului României prin ultimatumul din 26 iunie 1940 și militarii români ai unei  baterii a Regimenului 16 artilerie. Ca urmare a acestui incident care a avut loc în contextul evacuării și cedării oficiale a Basarabiei, a Bucovinei de Nord și a ținutului Herța către statul sovietic, au existat mai multe victime din rândul artileriștilor români, printre care s-au aflat căpitanul comandant al bateriei de artilerie – Ioan Boroș și soldatul evreu Iancu Solomon.
Înmormântarea militarilor români uciși de ruși la Herța s-a constituit ulterior într-un episod important al  evenimentelor antisemite de la Dorohoi, din 1 iulie 1940.

## Context
În vara anului 1940 în contextul amenințărilor cu care se confrunta Regatul României pe plan extern, regimentele 27 Dorobanți si 16 Artilerie au fost dislocate în plasa Herța.
În contextul evacuării teritoriilor basarabean și nord-bucovinean de către Armata României începând cu data de 28 iunie ca urmare a ultimatumului sovietic, militarii români au început să se retragă din Bucovina de Nord spre noua frontieră, cu trupele sovietice aflate la un pas în urmă sau ocupând în prezența trupelor române unele localități. În dimineața zilei de 28 iunie 1940, Marele Stat Major român a emis dispoziții conform cărora trupele românești trebuiau să nu deschidă focul asupra trupelor sovietice și să nu reacționeze la provocările acestora, iar comandanților li s-a cerut să intre în contact cu trupele sovietice.
Rușii nu au respectat noua linie de frontieră impusă tot de ei, depășind-o și înaintând în adâncimea teritoriului – cum s-a întîmplat și în Ținutul Herța la data de 29 iunie 1940. În acest areal românesc compact care nu fusese niciodată sub vreo ocupație străină și care a făcea parte din Vechiul Regat, detașamentele militare românești nu primiseră ordin de retragere, așa cum primiseră trupele aflate în Basarabia și Bucovina.

## Incidentul
Înaintând spre localitatea Herța, trupele sovietice au dezarmat două  batalioane ale Armatei României, iar la ora 4 dimineața o coloană motorizată a intrat în oraș. Aici era instalată pe poziție Bateria I din Regimentului 16 Artilerie comandată de căpitanul Ioan Boroș, cu misiunea de a susține detașamentul de infanterie al maiorului Marcoci.
Imediat ce carele de luptă au intrat în ocalitate, două dintre tancuri s-au îndreptat spre baterie. Ajunși la poziția de artilerie, rușii i-au cerut căpitanului Boroș să le predea tunurile bateriei, dar acesta a încercat să parlamenteze explicând soldaților sovietici cu ajutorul unui soldat basarabean pe post de translator, că teritoriul apărat de bateria sa de tunuri nu făcea parte din teritoriul cedat statului sovietic. Ulterior în timp ce căpitanul încerca să ia legătura telefonică cu  divizia, sublocotenentul de rezervă Alexandru Dragomir – care comanda Secția 2 a bateriei, a tras un foc de avertisment în aer (după altă relatare ar fi făcut comandantului său un semn negativ cu mâna, cu scopul de susține opțiunea de a nu fi bateria predată).
Nu este clar cine a deschis primul focul, cert este că rușii au tras făcând mai multe victime și motivând ulterior că au făcut-o ca urmare a faptului că Dragomir a tras primul (altă relatare a indicat drept cauză a deschiderii focului de către sovietici, gestul lui Dragomir către Boroș prin care i-a indicat comandantului său să nu predea bateria). Au fost uciși căpitanul Boroș și încă 2 soldați, Dragomir fiind rănit. Printre soldați s-a aflat și evreul Iancu Solomon, care a încercat să-și salveze căpitanul protejându-l cu corpul său.

## Urmări
Trupurile militarilor uciși au fost transportate la Dorohoi, pentru a fi înmormântate acolo după serviciul divin. Căpitanul Boroș a fost înhumat cu onoruri militare. Înmormântarea militarilor uciși la Herța s-a constituit ulterior într-un episod important al evenimentelor antisemite de la Dorohoi din 1 iulie 1940, dar conform unor documente descoperite la CNSAS nu a fost evenimentul declanșator, cum s-a crezut multă vreme.
O notă din „Însemnările zilnice” ale  regelui Carol al II-lea – care nu a dat ordin să se opună rezistență, ilustrează așteptarea acestuia ca în urma evenimentului de la Herța militarii români să se opună agresorilor în pofida lipsei acestui ordin, pentru a salva – în opinia lui Aurelian Lavric, cinstea sa de șef al statului.:
„După cum m-am așteptat, URSS nici nu vrea să stea de vorbă pe chestiunea Herței. Ultimele mele speranțe s-au spulberat, am nădăjduit că ciocnirea de la Herța ar fi putut provoca alte rezistențe spontane care, astfel, ne-ar fi putut scăpa cinstea.”—Regele Carol al II-lea al României; „Însemnări zilnice”

## In memoriam
După ce în vara anului 1941 Armata României a eliberat Ținutul Herța, în oraș a fost construită în amintirea românilor morți în incident, o troiță. O slujbă de pomenire la care au participat văduva și fiica în vârstă de 1 an ale căpitanului Boroș, precum și generalul Corneliu Calotescu (guvernator militar al Bucovinei), a fost ținută într-o școală din localitate. Generalul Calotescu i-a înmânat fiicei căpitanului o cruciuliță pe care a fost scris „De la tatăl tău.”
Căpitanul Boroș a fost domiciliat în orașul Bacău, o stradă din respectivul oraș fiind numită în amintirea sa De asemenea, ofițerul a fost reînmormântat în Cimitirul Central din Bacău cu onoruri militare, Filiala Bacău a  Asociației Naționale Cultul Eroilor comemorându-l anual cu începere din anul 1999.
În anul 2008, o cruce memorială încă se mai afla pe locul unde căzut căpitanul.

## Incertitudini și neclarități
Un Raport informativ al Biroului de Statistică Militară Iași din 29 iunie 1940, a notat în ziua respectivă că în incident rușii l-au ucis pe Boroș și pe încă 2 soldați și l-au rănit pe Dragomir. Alte surse ulterioare indică și decesul sublocotenentului Dragomir, precum și rănirea gravă în timpul incidentului de către focurile armelor automate a altor militari: sergenții Gheorghe Mititelu și Iștoc Gheorghe, precum și soldatul Vasile Spoială.
Conform lui Cristian Negrea, faptul că în timpul discuțiilor sublocotenentul Dragomir a tras un foc de pistol în aer este confirmat de către un fost soldat în bateria căpitanului Ioan Boroș, C. Arig, emigrat ulterior în Israel. Conform acestuia, Dragomir ar fi tras respectivul foc pentru a-i intimida pe ruși și a-i convinge.
Tot conform lui Cristian Negrea, în data de 29 iunie 1940 au mai fost uciși alți ofițeri români: căpitanul Georgescu care comanda Cercul Militar Soroca, un ofițer de grăniceri care fusese arestat de către ruși la Ștefănești în județul Cernăuți și căpitanul Epure, care comanda un escadron al Regimentului 5 Roșiori lângă Soroca.